# Chris Kyle
Chris Kyle (Odessa, 8 april 1974 – Erath County, 2 februari 2013) was een Amerikaanse sluipschutter van de Navy SEALs.
Kyle ontving meerdere keren een medaille van het Amerikaanse leger voor zijn inzet in de Irakoorlog. Hij had de reputatie van de dodelijkste Amerikaanse sluipschutter ooit te zijn met 160 bevestigde en daarnaast 95 onbevestigde slachtoffers op zijn naam. Kyle werd eervol ontslagen uit het leger in 2009 en schreef daarna zijn autobiografie, die in 2012 een bestseller werd. Er verscheen in 2014 een gelijknamige film getiteld American Sniper die is gebaseerd op de memoires van Kyle en geregisseerd werd door Clint Eastwood.
Kyle werd op 2 februari 2013 op een schietbaan in Texas vermoord door de ex-marinier Eddie Ray Routh, die kort daarna werd veroordeeld tot een levenslange gevangenisstraf.